# Lidnäs
Lidnäs is een plaats in de gemeente Alvesta in het landschap Småland en de provincie Kronobergs län in Zweden. De plaats heeft 93 inwoners (2000) en een oppervlakte van 19 hectare.